# ディクラエオサウルス
ディクラエオサウルス（またはディクレオサウルス、Dicraeosaurus）は中生代ジュラ紀後期に棲息していた大型の植物食恐竜。竜盤目竜脚形亜目竜脚下目ディクラエオサウルス科に属する。

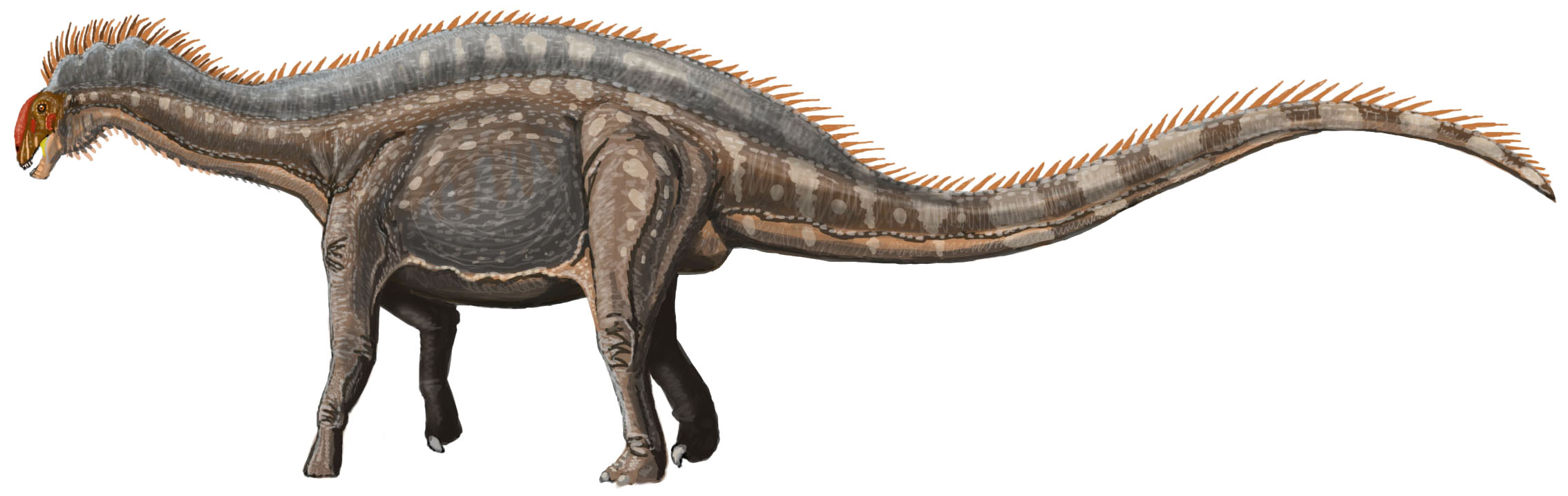
復元図

ディクラエオサウルス科恐竜たちのスケール比較。ディクラエオサウルスは赤色 (D. sattleri)と茶色 (D. hansemanni)。

化石はアフリカのタンザニアで発掘された。全長は12 - 15メートルくらいと見られ、竜脚類としては小型の部類に属する。頚椎や脊椎の棘突起の一部が二股に分岐して伸びるという特徴があり、学名（“二又の爬虫類”の意）はこの特徴に因んでつけられた。
外見はややディプロドクスに似ているが、ディプロドクスと比較すると全長に対し相対的に頚が短い。同地域には竜脚類の中でもとりわけ頭頂高が高いギラッファティタンも棲息していたことが化石の発掘から判っており、本種が相対的に短い頚を持っていた事実は、それぞれの口が届く高さの植物を食べることによる「食べ分け」が存在していた可能性を示唆するのかも知れない。